# Campbell (Texas)
Campbell város az USA Texas államában, Hunt megyében. Lakosainak száma 542 fő (2020. április 1.).

## Népesség
A település népességének változása:
| Lakosok száma | 734  | 638  | 542  |
|               | 2000 | 2010 | 2020 |